# 丹道夫
丹 道夫（たん みちお、1935年（昭和10年）12月15日 - ）は、日本の実業家。名代富士そばを運営するダイタングループの創業者である。

## 概要

### 生い立ち
1935年（昭和10年）に名古屋市で生まれ、生後すぐに父親が死去したため、母親の実家のある愛媛県西条市に転居。父親の大野釜次郎は陸軍省から払い下げを受けた革製の馬具をカバンなどに仕立て直して売る商売で成功していた。母親は愛媛で芸者となり、道夫が4歳のとき、17歳年上の丹高助と再婚。丹は新居郡大保木村（現・西条市）で山林の立木を測定する仕事のほかに借家業を営み裕福だったが、弟が生まれて以降道夫に辛く当たり重労働を課すようになった。大保木国民学校（のちの村立大保木小学校)を経て村立大保木中学校入学直前に肺門リンパ腺炎を患い、3か月間療養する。愛媛県立西条南高校農業科（現・愛媛県立西条高等学校（定時制））を経て、東京栄養食糧専門学校を卒業。
複数の職に就き上京と帰郷を繰り返したが、4度目の上京で給食センター勤務を経て、埼玉県川口市で主に工場向けの弁当屋を開業、順調に伸びていった。明治大学第二政経学部（夜間学部）を卒業。

### 実業家として成功
1964年（昭和39年）、「不動産業をやらないか」と友人から丹へ誘いの電話があった。その当時は一大不動産ブームで、賛同し弁当屋を弟に任せ、そこから捻出した資金を元に不動産業の共同経営に乗り出す。
一時期は倒産寸前まで追いつめられたが、別荘地が売れ出してからは、あっという間に会社は急成長、続いて巨大バーのチェーン店経営も手掛けて売上は1日で1億円を超えるなど、成功した青年実業家へと変身した。その時期は「月収500万円、美酒美食におぼれた」こともあった。

### 「富士そば」をオープン
事業の一つとして1966年（昭和41年）、富士そばの原点となる日本初・24時間営業の立ち食いそば店を渋谷にてスタートした。なお、「1964年富士そば1号店」と説明している本人インタビュー記事もある。ちなみに同店舗は2016年1月末で閉店している。
経営は順調に進んでいたが、際限のない事業の拡大に疲れたことや、意見の相違から共同経営者たちと袂を分かち、1972年（昭和47年）ダイタンフード株式会社を設立、立ち食いそば店「富士そば」とレストラン6店を引き継いで独立した。丹自身が病気で入院したり、母が重病になったり、新事業の住宅販売が影響し資金繰りに苦労するなど、丹自身の環境から気持ちに迷いが生じた時期もあったが、心境の変化で吹っ切れて、事業の要だった立ち食いそば店「富士そば」の経営に専念する。2000年代後半に一日5万食を誇る業界トップクラスの立ち食いそばチェーンとなった。
2006年（平成18年）8月に、丹の自叙伝『らせん階段一代記』が発売された。店舗での購入も可能。
2015年（平成27年）12月、長男の有樹にダイタンホールディングス株式会社とダイタンフード株式会社等の社長を譲り、同各社の会長に就任した。

## 演歌と丹道夫
- 丹は昔から作詞が好きで趣味的に書いていたが、会社が自分の設定した目標の80%に達したら本格的に作詞の勉強をしようと考え、55歳の時に50店舗達成したことを機に、六本木の作詞学校に入学[3][5]。
- 1997年（平成9年）に作詞家「丹まさと」としてデビューしており、2007年（平成19年）時点で計31曲に携わった[3][5]。店内に自分が作詞した曲のポスターを大きく店舗に貼っており、そのCDやカセットテープを店舗にて販売している[7]。
- 2006年（平成18年）12月には、『演歌魂～富士そば編～』というコンピレーション・アルバムも発売された[11]。

## 著書
- 『らせん階段一代記』（2006年、講談社出版サービスセンター）
- 『商いのコツは「儲」という字に隠れている』（2010年、インフォレスト）
- 『「富士そば」は、なぜアルバイトにもボーナスを出すのか』（2017年、集英社新書）

## 出演
- 偉大なる創業バカ一代（2017年2月12日、AbemaTV）[12]
- 坂上&指原のつぶれない店(2019年11月)